# Mount Cole
Mount Cole ist ein 1400 m hoher Berg im Königin-Maud-Gebirge der antarktischen Ross Dependency. Er ragt an der Westflanke des Shackleton-Gletschers zwischen den Einmündungen des Forman-Gletschers und des Gerasimou-Gletschers auf.
Teilnehmer der US-amerikanischen Operation Highjump (1946–1947) entdeckten und fotografierten ihn. Das Advisory Committee on Antarctic Names benannte den Berg 1962 nach Nelson R. Cole (1934–1957), Flugzeugmaschinist der Flugstaffel VX-6 der United States Navy, der am 12. Juli 1957 bei einem Hubschrauberabsturz am McMurdo-Sund ums Leben kam.